# Eregion
Eregion, sau Hollin este un regat al Elfilor Noldorini în Eriador, în timpul celui de-al Doilea Ev, situat aproape de Poarta de Vest al Khazad-dûm în umbra Hithaeglir (Munții Cețoși). Capitala lui era Ost-in-Edhil. Eregion era populat de noldori, și pentru un timp condus de Galadriel și Celeborn, până când au plecat în Lothlórien pe partea cealaltă a Munților Cețoși. Elfii din Eregion trăiau în armonie cu o civilizație de gnomi, făcând comerț liber cu regatul gnomilor Khazad-dûm, sau Hadhodrond în limba elfă. După ce Galadriel și Celeborn au plecat, Eregion era condus de Celebrimbor, nepotul lui Fëanor. Sub conducerea sa elfii din Eregion au devenit prieteni cu Annatar, Lordul Darurilor, și au creat Inelele Puterii. Când Annatar a fost descoperit ca fiind Lordul Întunecat Sauron, elfii din Eregion au încercat să țină Inelele ca nu cumva să cadă în mâinile lui Sauron, dar au reușit doar să salveze Vilya, Narya, și Nenya (cele trei inele ale elfilor). Eregion a fost distrus, și supraviețuitorii săi au fugit spre Lindon, Lothlórien, și refugiul lui Imladris (Rivendell). În cel de-al Treilea Ev, Eregion a fost un plăcut dar nepopulat meleag, și conținea multe din ruinele civilizaților elfe care odata trăiau acolo. Era faimos pentru stejarii săi, de unde și numele (tradus) în westron și sindarină (ereg 'stejar', din rădăcina ERÉK- 'ghimpe', de asemenea înseamnă în Quenyană erka, 'spin, ghimpe', potrivit etimologiilor în "The Lost Road and Other Writings").